# Ull de Perdiu
Ull de Perdiu es un cultivar de higuera del tipo higo común Ficus carica unífera (una sola cosecha por temporada, los higos de otoño), de higos con la epidermis con un color de fondo verde con sobre color blanco amarillento. Se cultiva principalmente en las Islas Baleares y en la comarca del Garraf (Cataluña).

## Sinonimia
- „Ojo de Perdiz“ en la Región de Murcia,
- „D'ull de perdiu“ en la Comunidad Valenciana,[4]
- „Oeil de Perdrix“ en la Provenza,
- „Setjola“ en Cataluña,
- „Sejola“ en Aragón,[5]
- „Martinenca Blanca“ en Islas Baleares,[6]

## Historia
'Ull de Perdiu' (ojo de perdiz) debe su nombre a la presencia de una aureola roja en el ostiolo, lo que lo hacemeja a un ojo de perdiz.
Muchas variedades de higos fueron identificadas y nombradas a través de sus rasgos comunes.
Aquí el tamaño del ojo (u ostiolo) y su color rojo característico, están en el origen de ciertos nombres como "Ojo de perdiz", "Ojo de liebre" ... La autenticación de las variedades en cuestión requiere, por lo tanto, un análisis preciso y fundamentado.
Según los indicadores genéticos, el 'Oeil de Perdrix' sería otro nombre de 'Setjola'. Desde un punto de vista morfológico, mediante diversas observaciones realizadas las características son idénticas a las descripciones hechas en otras partes del Setjola.

## Características
La higuera Ull de Perdiu es una variedad del tipo higo común unífera, autofertil. Árbol muy decorativo de desarrollo armónico con un tronco tortuoso que recuerda a los de los olivos. Su tamaño es de mediano a pequeño en suelos pobres o secos. El árbol es grande en terreno fresco y profundo. Todavía es muy abundante en la comarca del Garraf. Esta higuera ama los suelos calcáreos y admite la proximidad del mar. Sus hojas son medianas, generalmente trilobuladas y muy gruesas con bordes dentados.
El higo 'Ull de Perdiu' es delicado, de forma urceolada un poco piriformes, tamaño mediano a pequeño y pesa entre 30 y 50 g.
Su fina piel es de color de fondo verde con sobre color blanco amarillento, con costillas muy marcadas. Su carne, es de rosada a roja y suave, es agradable. Este higo es aún más sabroso cuando se come con la piel. Se madura de finales de julio, a principios de agosto.
Es un buen higo para secar, aunque hoy se ha vuelto raro encontrarlo de esta forma. En julio, antes de la maduración, el ojo de perdiz tiene una piel plateada verde grisácea y está cubierto con un plumón fino. En este momento, su ostiolo todavía está completamente blanco. Esta característica lo distingue de otras variedades. Además, en esta misma etapa, una gran parte de los higos se vuelven amarillos, se desvanecen y caen, por lo que es posible que esta variedad no sea autofértil totalmente.
Apta para secado, consumo en fresco y para el ganado ovino y porcino.

## Cultivo
'Ull de Perdiu', es una variedad adaptada a las condiciones de secano. Muy delicado en la manipulación y el transporte por lo que no responde satisfactoriamente a las exigencias del consumo en fresco comercialmente. Sin embargo es cultivado en huertos y jardines privados para autoconsumo, gracias a sus cualidades gustativas.